# Zuid FM
Zuid FM is een voormalige publieke omroep van Eijsden (Limburg).

## Geschiedenis
Zuid FM, opgericht door Jean-Pierre Duijsens, werd in 2006 operationeel.
Het station kwam in 2008 nationaal in de publiciteit nadat op 22 maart de zendapparatuur bij de zendmast gestolen was. Hierdoor was het station zelfs even landelijk te horen bij Giel Beelen op radio 3FM. Vanaf 26 juli werden de uitzendingen in de ether officieel hervat, mede dankzij de gemeente Eijsden. De omroep was al eerder weer in de ether te horen met een rechtstreekse locatie-uitzending vanaf de Diepstraatfeesten, dit met tijdelijke apparatuur.
Op 14 februari 2010 maakte TV Eijsden (licentiehouder, zendgemachtigde) een abrupt einde aan de uitzendingen van Zuid FM. Omstreeks middernacht werden zowel het ether- als kabelsignaal van het station stilgelegd. Op 18 februari vond een hoorzitting plaats bij het Commissariaat voor de Media.

## Doelgroep en programmering
Het station richtte zich op lokale bewoners in Eijsden en omgeving maar bereikte ook omliggende gemeenten, waaronder Maastricht.
De programma's waren divers en richtten zich op allerlei leeftijden.
Overdag was de programmering gericht op actualiteiten, culturele informatie en verzoeken van luisteraars in onder andere:
- Welkom in Limburg
- De Middag voor je Kiezen
- Happy Hour
- Michiel!

Programmering voor specifieke doelgroepen vond vooral in de avonduren plaats. Het ging om programma's als:
- Young and Wild (jongerenprogramma)
- Country Trail en Dre's Blues (country, jazz en blues)
- Riot Radio (alternatieve pop en rock)
- Blackbeatz en de Urban Top 20 (R&B, urban en rap)
- Beating The Night en Beats Incorporated (elektronische muziek en dance op zaterdagavond en -nacht)
- Andere Oren (discussieprogramma)
- Love Night (programma zonder vast format)
- Leuk om te weten (weetjes en tips)
- Your Weekend Kickoff (luchtig programma)

Verder werden er regelmatig locatie-uitzendingen verzorgd vanaf evenementen en werd ook ieder weekend een heilige mis rechtstreeks uitgezonden.
Wanneer er geen gepresenteerde programma's werden uitgezonden, werd er non-stop muziek gedraaid, uiteenlopend van popmuziek tot muziek van lokale Limburgse artiesten.

## Top 1058
Gelinkt aan de frequentie 105.8 zond het station ieder jaar in december de Top 1058 uit. Deze 75 uur lang durende radio-uitzending omvatte een lijst van de 1058 populairste nummers ooit. De lijst werd door luisteraars samengesteld en werd dag en nacht live gepresenteerd door diverse Zuid FM-presentatoren.

## Frequenties
Zuid FM zond uit vanuit Gronsveld in de ether op de frequentie 105,8 MHz (FM). De frequentie voor kabelradio was 90,4 MHz. Tevens was er ook een livestream beschikbaar op de website.